# Flora Europaea
Flora Europaea – pięciotomowa encyklopedia europejskich roślin naczyniowych opublikowana w latach 1964-1993 przez wydawnictwo Cambridge University Press. Głównym celem publikacji było zebranie danych rozproszonych we florach krajowych w jednym dziele z umożliwieniem identyfikacji (oznaczenia) roślin dziko występujących i uprawianych w Europie do poziomu podgatunku. Według zestawienia w piątym tomie dzieła całość Flora Europaea zawiera opis 11557 gatunków w obrębie 1541 rodzajów. Flora zawiera także informacje o rozmieszczeniu geograficznym, preferencjach siedliskowych i liczbie chromosomów.
Flora Europaea została opublikowana w 2001 r. w formie CD, a za sprawą Królewskiego Ogrodu Botanicznego w Edynburgu (ang. Royal Botanic Garden Edinburgh) została także opublikowana w Internecie.

## Historia
Idea opracowania ogólnoeuropejskiej Flory miała swój początek na 8. Międzynarodowym Kongresie Botanicznym w Paryżu w 1954 roku. Pierwszy tom opublikowany został w roku 1964, w kolejnych latach ukazywały się kolejne tomy i w końcu ostatni (piąty) ukazał się w 1980 roku. Z honorariów autorskich utworzony został fundusz zarządzany przez Towarzystwo Linneuszowskie (ang. Linnean Society) z Londynu, który pozwolił na kontynuację prac nad Florą przez dr Johna Akeroyda. W efekcie uzupełniony i zaktualizowany tom I został opublikowany w 1993 roku. Trwają prace nad drugim wydaniem Flora Europaea, pomimo że główny wysiłek taksonomów europejskich skierowany jest obecnie na finansowany przez Unię Europejską projekt Euro+Med PlantBase dostępny w Internecie .  

## Przegląd tomów
Tom (Volume) 1Lycopodiaceae – Platanaceae
Data publikacji: 1964 (xxxii+464 strony)
Tom (Volume) 2Rosaceae – Umbelliferae
ISBN 0-521-06662-X
ISBN 978-0521066624
Data publikacji: 1 grudnia 1968 (486 stron)
Tom (Volume) 3Diapensiaceae – Myoporaceae
ISBN 0-521-08489-X
ISBN 978-0521084895
Data publikacji: 28 grudnia 1972 (399 stron)
Tom (Volume) 4Plantaginaceae – Compositae (w tym Rubiaceae):
ISBN 0-521-08717-1
ISBN 978-0521087179
Data publikacji: 5 kwietnia 1976 (534 strony)
Tom (Volume) 5Alismataceae – Orchidaceae:
ISBN 0-521-20108-X
ISBN 978-0521201087
Data publikacji: 3 kwietnia 1980 (476 stron)
Tom (Volume) 1 RevisedLycopodiaceae – Platanaceae:
ISBN 0-521-41007-X
ISBN 978-0521410076
Data publikacji: 22 kwietnia 1993 (629 stron)
5 Volume Set and CD-ROM Pack
ISBN 0-521-80570-8
ISBN 978-0521805704
Data publikacji: 6 grudnia 2001 (2392 stron)

## Redaktorzy
Tom Tutin (1908-1987) – profesor botaniki z University of Leicester
Vernon Heywood (1927-2022) – botanik i działacz Plant Conservation oraz Międzynarodowej Unii Ochrony Przyrody, profesor emerytowany University of Reading
Alan Burges (1911-2002) – profesor botaniki z University of Liverpool
David Valentine (1912-1987) – profesor botaniki z Durham University
Redaktor zaktualizowanego wydania tomu pierwszego:
David Moore (1933-2013) – profesor emerytowany z University of Reading
Redaktor wydania na CD:
Max Walters (1920-2005) – dyrektor Uniwersyteckiego Ogrodu Botanicznego w Cambridge (Cambridge University Botanic Garden)
David Webb (1912-1994) – profesor botaniki z Kolegium Trójcy Świętej w Dublinie